# Ангел Винички
Ангел Димитров Винички, още Винишки или Баба-Боженин,, Божанин баба, е български революционер, деец на Вътрешната македоно-одринска революционна организация.

## Биография
Ангел Винички е роден около 1860 или 1867 година във Виница, тогава в Османската империя. Присъединява се към ВМОРО още през 1893 година, когато поема ръководството на Винишкия революционен комитет заедно със Спиро Ампов и Георги Йованов. През 1894 година става трансграничен нелегален куриер за връзка с Кюстендилския пограничен пункт на ВМОРО. Пренася български учебници, революционна книжнина, оръжие, кореспонденцията на Гоце Делчев, Даме Груев, Пере Тошев, Тодор Лазаров и други. След разкритията на Винишката афера от 1897 година бяга в България и се установява в Кюстендил, като по-късно тайно прибира от Виница и семейството си.

Според Христо Настев за Ангел Винички се изказва Гоце Делчев по следния начин: 
| „ | Един селянин с вродени добродетели и редко увлечение на революционер, предопределен да изгори винаги в огъня за свободата на Македония. Незаменим жрец на организацията от основаването ѝ. | “ |

През 1902 година влиза в четата на Михаил Ганчев, която действа в Кочанско. На 25 - 26 октомври четата е предадена в Драгобраща и е обградена от турски аскер. Ангел Винички и други трима четници продължават сражението докато петима други четници пробиват блокадата. Накрая Ангел Винички чупи наличния си инвентар и се самоубива с кама в сърцето
Името му носи площад във Виница, на който в 2009 – 2010 година е издигната църквата „Свети Павел“.